# Воля-Жовтанецька
Воля-Жовтанецька — село в Україні, у Львівському районі Львівської області. Населення становило 144 особи у 2021 році. Орган місцевого самоврядування — Кам'янка-Бузька міська рада.

## Населення

### Мова
Розподіл населення за рідною мовою за даними перепису 2001 року:
| Мова            | Кількість | Відсоток |
| --------------- | --------- | -------- |
| українська      | 164       | 99.39%   |
| інші/не вказали | 1         | 0.61%    |
| Усього          | 165       | 100%     |

## Пам'ятки архітектури
Дерев`яна церква стоїть на західній околиці села, біля дороги. Попередній храм з соснового дерева на дубових підвалинах походив з 1699 року. На його місці у 1884 році коштом добровільних пожертв парафіян закінчено будівництво нової дерев`яної церкви. Вона має розмір 21 м. х 9 м., вміщає близько 350 осіб. У 1909 році храм розмалював художник Михаїл Касараб.
У 1959 році церкву закрили і пограбували. Відчинена для богослуження у 1989 році. Висока тризрубна одноверха будівля з прибудованими до вівтаря ризницями, оточена широким піддашшям. Має два входи - із заходу та півдня, накриті двосхилими дахами на стовпах. Підвалини по периметру захищені від замокання дашком. Стіни нижнього ярусу (під опасанням) це - фарбований темним кольором зруб, інші поверхні стін покриті фарбованим гонтом.
Невеликі арочні вікна, як і карнизи, підкреслені темно-коричневим, виділяються на жовтому фоні стін. Восьмерик нави завершений великою шоломовою банею з ліхтарем і маківкою. Двосхилі дахи бабинця та вівтаря увінчані високими ліхтарями з маківками. Останній зовнішній ремонт храму був 1999 року, внутрішній - 1996 року (станом на 2000 рік).
В інтер`єрі церкви розташований іконостас з 1882 року (зроблений на початку будівництва святині), престіл з 1880 року. На південний-схід від церкви стоїть дерев`яна двоярусна дзвіниця, накрита шоломовою банею з ліхтарем і маківкою. Внизу по периметру захищена дашком. Прямокутне подвір`я храму з трьох сторін огорожене декоративними залізобетонними плитами, лише з півдня залишився класичний дерев`яний паркан.